# Les Baronnes
Pour plus de détails, voir Fiche technique et Distribution.
Les Baronnes ou Les Reines de Hell's Kitchen au Québec (titre original : The Kitchen) est un thriller américain écrit et réalisé par Andrea Berloff, sorti en 2019. Il s'agit d'une adaptation du comic book The Kitchen d'Ollie Masters et Ming Doyle, inédit en France.

## Synopsis
Dans les années 1970 à Hell's Kitchen, un quartier new-yorkais sulfureux dominé par la mafia irlandaise, après l'emprisonnement de leurs maris irlandais gangsters par le FBI, trois femmes au foyer reprennent la gestion de leurs affaires criminelles malgré le machisme ambiant. Pourtant, alors qu'elles sont d'abord moquées et méprisées par les collègues de leurs époux, leur détermination et leur sens des affaires arriveront très vite à convaincre les plus récalcitrants, si bien qu’elles deviendront vite bien plus douées que leurs maris qui assistent, à leur sortie de prison, à l'ascendance de leurs femmes, expertes dans le racket et le crime. Désormais, elles sont respectées et refusent de lâcher les affaires.

## Fiche technique
- Titre original : The Kitchen
- Titre français : Les Baronnes
- Titre québécois : Les Reines de Hell's Kitchen
- Réalisation et scénario : Andrea Berloff, d'après le comic book The Kitchen d'Ollie Masters et Ming Doyle
- Montage : Christopher Tellefsen
- Musique : Bryce Dessner
- Photographie : Maryse Alberti
- Production : Michael De Luca et Marcus Viscidi
- Sociétés de production : New Line Cinema, DC Vertigo, DC Films, BRON Creative et Creative Wealth Media Finance
- Société de distribution : Warner Bros.
- Pays d'origine :  États-Unis
- Langue originale : anglais
- Format : couleur
- Genre : thriller
- Durée : 102 minutes
- Dates de sortie :
  - États-Unis, Québec : 9 août 2019
  - France : 21 août 2019
- Interdit aux moins de 12 ans lors de sa sortie en France

## Distribution
- Melissa McCarthy (VF : Véronique Alycia ; VQ : Natalie Hamel-Roy) : Kathy Brennan
- Tiffany Haddish : Ruby O'Carroll
- Elisabeth Moss (VF : Anne Dolan) : Claire Walsh
- Domhnall Gleeson (VF : Thibaut Lacour) : Gabriel O'Malley
- Bill Camp (VQ : Guy Nadon) : Alfonso Coretti
- Margo Martindale : Helen O'Carroll
- Common : Gary Silvers
- Brian d'Arcy James (VQ : Thiéry Dubé) : Jimmy Brennan
- James Badge Dale : Kevin O'Carroll
- Jeremy Bobb : Rob Walsh
- Annabella Sciorra (VF : Patricia Spehar) : Maria Coretti
- E.J. Bonilla (VQ : Renaud Paradis) : Gonzalo Martinez
- James Ciccone (en) : Joe Goon
- John Sharian : Duffy
- Stephen Singer (VF : Antoine David-Calvet) : Herb Kanfer
- Brandon Uranowitz : Shmuli Chudakoff
- Tina Benko (VF : Patricia Spehar) : Donna
- Susan Blommaert (VF : Frédérique Cantrel) : Madame Sullivan
- Lenny Venito : Ritchie MacLeod

Version française
Studio de doublage : Deluxe
Direction artistique :  Isabelle Brannens
Adaptation : Juliette Caron & Manuel Delilez